# Флавий Тимасий
Флавий Тимасий (на латински: Flavius Timasius; † 396) е политик на Римската империя през 4 век. Роднина е на императрица Елия Флацила, съпруга на Теодосий I.
Тимасий е офицер при император Валент и служи в битката при Адрианопол през 378 г. Император Теодосий I го прави comes и magister equitum през 386 г. От 388 до 395 г. той е magister militum praesentalis.
През 389 г. Тимасий e консул заедно с Флавий Промот. През 391 г. участва в кампанията на Теодосий в Македония.
Участва в битката при Фригид на 5/6 септември 394 г. против узурпатор Флавий Евгений и генерал Арбогаст.